# Anamorphosée
Anamorphosée (Polydor) är Mylène Farmers fjärde studioalbum, släppt 17 oktober 1995.
Albumet finns med i Guinness rekordbok för att det är världens mest exporterade icke engelskspråkiga musikalbum.

## Låtlista
1. California
2. Vertige
3. Mylène s'en fout
4. L'instant X
5. Eaunanisme
6. Et tournoie...
7. XXL
8. Rêver
9. Alice
10. Comme j'ai mal
11. Tomber 7 fois...
12. Laisse le vent emporter tout